# TI Extended BASIC

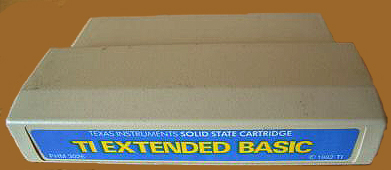
TI Extended BASIC Cartridge

TI Extended BASIC ist ein Dialekt der Programmiersprache BASIC für die Heimcomputer TI-99/4 und TI-99/4A von Texas Instruments.
Texas Instruments produzierte dafür ein Cartridge, das die Anzahl der TI-BASIC-Programmierbefehle erweiterte. Sprites konnten damit einfach erstellt und automatisch mit einem Befehl über den Bildschirm bewegt werden. Mit dem Befehl CALL konnten Unterprogramme aufgerufen werden, der Nutzer hatte Zugang zu einem erweiterten Speicher und mehrere Befehle konnten mit der Zeichenfolge :: in einer Zeile untergebracht werden. Auch die Ausführungsgeschwindigkeit wurde gegenüber dem im Rechner integrierten TI BASIC verbessert.
Als Nachfolger des TI Extended BASIC wurde von der Firma Triton das Super Extended Basic-Cartridge auf den Markt gebracht.

## Befehlssatz TI Extended BASIC
Gegenüber dem TI BASIC verfügt das TI Extended BASIC über 35 zusätzliche Befehle, Funktionen, Subroutinen und Operatoren. Der erweiterte Befehlsvorrat erleichtert das Programmieren von Sprites und Bitmapgrafiken. Außerdem ermöglicht er strukturierte Programmierung sowie das Einbinden von Unterprogrammen in Maschinensprache.
| ACCEPT     | COINC           | INIT    | MAX    | ON BREAK   | PEEK          | SPRITE  |
| AND        | DELSPRITE       | LINK    | MERGE  | ON ERROR   | POSITION      | SUB     |
| CALL ERROR | DISPLAY...USING | LOAD    | MIN    | ON WARNING | PRINT...USING | SUBEND  |
| CALL SAY   | DISTANCE        | LOCATE  | MOTION | OR         | SIZE          | SUBEXIT |
| CHARPAT    | IMAGE           | MAGNIFY | NOT    | PATTERN    | SPGET         | XOR     |

### Sprachgenerator
Wenn der Rechner mit dem TI Speech Synthesizer verbunden wurde, konnte man mit dem TI Extended BASIC einfach englische Sprachausgaben erzeugen.